# 김정은국방종합대학
김정은국방종합대학(金正恩國防綜合大學)은 조선민주주의인민공화국 평양시에 위치한 대학이다. 1964년 2월에 개교했으며 본래 명칭은 국방대학, 국방종합대학이었다.본래는 자강도에 위치했었지만 2000년에 평양으로 이전되었다.